# بيغل هوسكي
بيغل هوسكي أو بيغل الإسكيمو  (بالإنجليزية: Beagle Husky)‏ هي طائرة منافع خفبفة. أنتجت في بريطانيا. من صناعة بيغل للطائرات. كان أول طيران لها في 10 يناير 1960. صنع منها 150 طائرة.